# Halerpestes tricuspis
Halerpestes tricuspis är en ranunkelväxtart som först beskrevs av Carl Maximowicz, och fick sitt nu gällande namn av Hand.-mazz.. Halerpestes tricuspis ingår i släktet bohusranunkler, och familjen ranunkelväxter.

## Underarter
Arten delas in i följande underarter:
- H. t. heterophylla
- H. t. intermedia
- H. t. linearisecta
- H. t. variifolia